# ANFレ・ミュロー 110
ANFレ・ミュロー 110
ANFレ・ミュロー 113、1931年。
- 用途：偵察機
- 製造者：ANFレ・ミュロー
- 運用者：フランス空軍
- 初飛行：1931年
- 生産数：285機以下
- 運用開始：1933年
- 運用状況：退役

ANFレ・ミュロー 110（ANF Les Mureaux 110）シリーズは1930年代のフランスの偵察機である。パラソル翼を持つ総金属製の単葉機で操縦士、観測士は前後に配置された開放式のコクピットに搭乗する形式であった。夜間戦闘機に改造されたものや軽爆撃機を兼ねる仕様のものもあった。各型合計、300機弱が生産され、第二次世界大戦に参加した。
フランス空軍のブレゲー 19の更新のために開発され、2機の試作機110と111が製作され、1931年に初飛行した。空軍で評価され量産が決定された。1933年に量産型113が49機納入された。1935年に115が製造され、その後117も製作されたが、この両種は軽爆撃機としての能力を有していた。

## 運用
フランス空軍の偵察航空隊、次いで観測航空隊に113が配備されてポテ 25を更新し、ポテ 25は予備機となった。その後、117や115も配備された。1934年から翌年にかけて、113のうち40機が夜間戦闘機仕様に改造され、ブレゲー 19を使用していた2つの夜間戦闘機部隊に配属された。
第二次世界大戦開始時にそれぞれ9つの偵察機部隊に115と117が配属された。1940年4月までに作戦中に11機が失われた。5月の電撃戦開始時に存在した228機は、休戦時には62機を残すだけになった。何機かが北アフリカに逃れた。

## 派生型
- 110 - 試作機、イスパノ・スイザ 12Nbエンジン搭載、2機製作。 
  - 110A-2 - 試作機、イスパノ・スイザ 12Nbエンジン搭載。
- 111 - 試作機、イスパノ・スイザ 12Nbエンジン搭載。
- 112 R2 - 110のエンジン換装、生産試作型 イスパノ・スイザ 12Ybrsエンジン搭載。 
  - 112 GR - 1934年、Bibescu Cup air race用改造機。
- 113 R2 - 初期生産型 イスパノ・スイザ 12Ybrs、49機生産。 
  - 113 CN - 113を夜間戦闘機仕様に改造。
  - 113 GR - 過給機装備レース用機 イスパノ・スイザ 12Ybrsエンジン搭載、1機生産。
- 114 CN - 夜間戦闘機仕様試作機、1機生産。
- 115 R2B2 - エンジン強化、爆撃能力付加、イスパノ・スイザ 12Ycrsエンジン搭載。119機生産。
- 115 R2 - 634kW (850hp)のイスパノ・スイザ 12Yersエンジン搭載型。
- 117 R2B2 - 爆撃能力付加、空力改善改造、イスパノ・スイザ 12Ybrsエンジン搭載。115機生産。
- 119 - 500kgを積載しての到達高度記録の挑戦用に113を改造、イスパノ・スイザ 12Ybrsエンジン搭載。
- 200A.3 - 試作機。イスパノ・スイザ 12Ycrsエンジン搭載。

## 仕様 (115 R2B2)

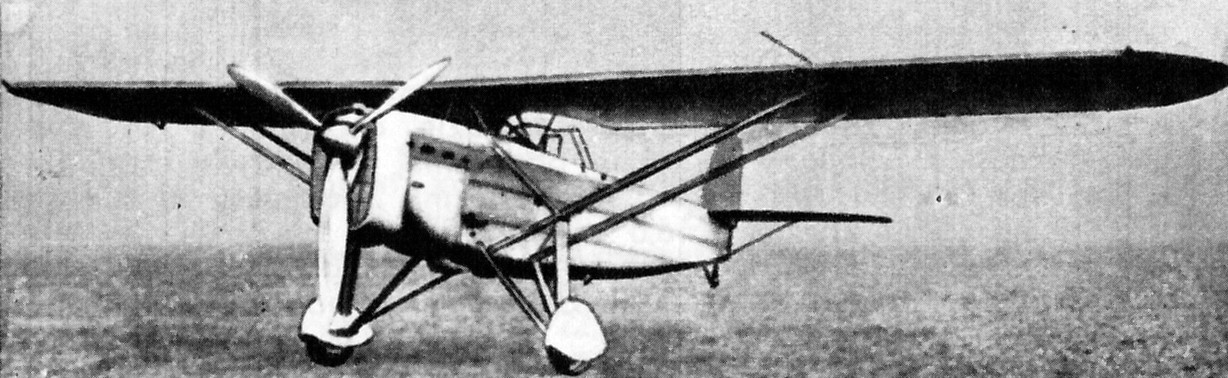
ANFレ・ミュロー 115

出典：Taylor, Michael J. H. (1989). Jane's Encyclopedia of Aviation. London: Studio Editions
- 乗員： 2
- 全長： 9.95 m
- 全幅： 15.4 m
- 全高： 3.81 m
- 空虚重量： 1,757 kg
- 全備重量： 2,885 kg
- エンジン： イスパノ・スイザ 12Ycrs、 640kW (860hp)
- 最高速度： 340 km/h
- 航続距離： 1,000 km
- 上昇限界高度： 10,000 m
- 武装
  - 1 × 20 mm イスパノ・スイザ HS.9機関砲 機首、プロペラ同調装置付き
  - 2 × 7.5 mm MAC 34 前方固定機銃
  - 2 × 7.5 mm MAC 34 後部旋回機銃
  - 200 kg 爆弾